# Estilo APA

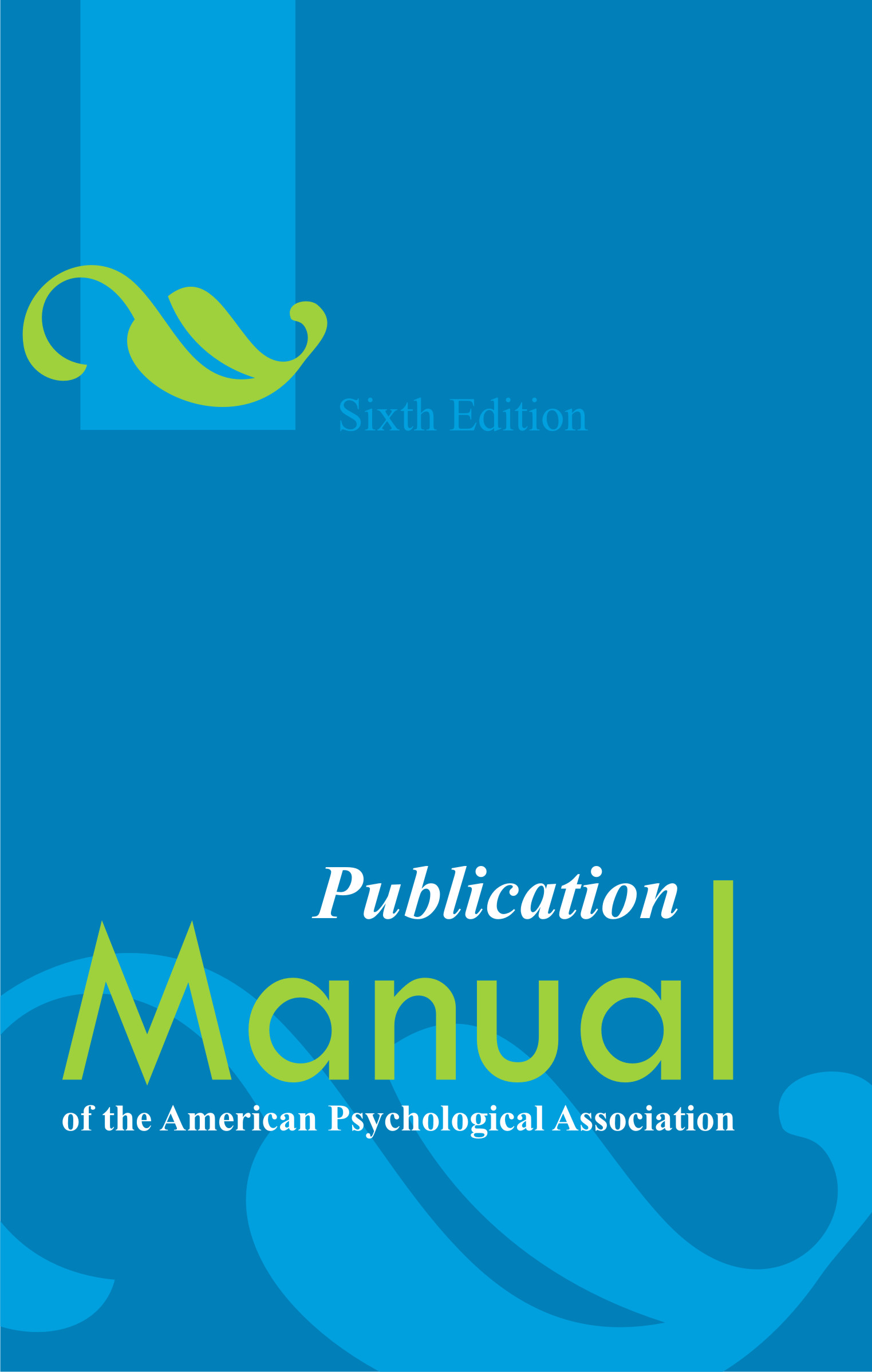
Capa da sexta versão do manual de estilo APA.

O estilo APA (também conhecido como formato APA) é um estilo e formato de escrita para documentos acadêmicos, como artigos de periódicos acadêmicos e livros. É comumente usado para citar fontes no campo das ciências comportamentais e sociais. É descrito no guia de estilo da American Psychological Association (APA), intitulado Manual de Publicação da American Psychological Association. As diretrizes foram desenvolvidas para auxiliar a compreensão da leitura nas ciências sociais e comportamentais, para clareza de comunicação e para "escolha de palavras que melhor reduz o viés na linguagem". O estilo APA é amplamente utilizado, inteiramente ou com modificações, por centenas de outras revistas científicas (incluindo revistas médicas e de saúde pública), em muitos livros didáticos e na academia. A edição atual é sua sétima revisão.
A APA envolveu-se na publicação de periódicos em 1923. Em 1929, um comitê da APA publicou um guia do escritor de sete páginas no Psychological Bulletin. Em 1944, um guia de 32 páginas apareceu como um artigo na mesma revista. A primeira edição do Manual de Publicação da APA foi publicada em 1952 como um suplemento de 61 páginas do Psychological Bulletin,   marcando o início de um reconhecido "estilo APA". A edição inicial passou por duas revisões: uma em 1957 e outra em 1967. Outras edições foram lançadas em 1974, 1983, 1994, 2001, 2009 e 2019.

## Sétima edição doManual de Publicação
A sétima edição do Manual de Publicação da American Psychological Association é a atual, publicada em outubro de 2019. O objetivo do livro é ajudar as pessoas a se tornarem melhores escritores e comunicadores, promovendo clareza, precisão e inclusão.
O manual tem novos recursos para os alunos, incluindo uma página de título do aluno, formatos de trabalhos dos alunos e formatos de referência relacionados aos alunos, como material do pacote do curso em sala de aula e fontes do site da sala de aula. O livro também inclui novos padrões de relatórios de artigos de periódicos para pesquisas qualitativas e de métodos mistos, além de padrões atualizados para pesquisas quantitativas. As diretrizes de linguagem livre de preconceitos também foram atualizadas para refletir as melhores práticas atuais para falar sobre as características pessoais das pessoas.

## Sexta edição doManual de Publicação
A sexta edição do Manual de Publicação da American Psychological Association esteve em vigor de 2009 a 2019, após quatro anos de desenvolvimento. A Força-Tarefa de Revisão do Manual de Publicação da American Psychological Association estabeleceu parâmetros para a revisão com base na crítica publicada, comentários do usuário, revisões encomendadas e contribuições de psicólogos, enfermeiros, bibliotecários, líderes empresariais, profissionais de publicação e grupos de governança da APA.  Para realizar essas revisões, a Força-Tarefa nomeou grupos de trabalho de quatro a nove membros em sete áreas: linguagem livre de preconceitos, ética, gráficos, padrões de relatórios de artigos de periódicos, referências, estatística e estilo de redação.